# HMS Exmouth (H02)
La HMS Exmouth (Pennant number H02), quarta nave da guerra britannica a portare questo nome, è stata un cacciatorpediniere conduttore classe E della Royal Navy. Costruito nei cantieri di Portsmouth con motori Fairfields, venne impostata il 15 marzo 1933, varata il 7 febbraio 1934 ed entrò in servizio l'11 novembre successivo.

## Servizio
Al momento dell'ingresso in servizio la Exmouth venne assegnata alla 5 Flottiglia cacciatorpediniere della Home Fleet come capoflottiglia, giungendo a Scapa Flow nel dicembre 1934. Nel luglio 1935 venne deciso il trasferimento nel Mediterraneo durante la crisi precedente all'invasione italiana dell'Abissinia. Giunta a destinazione in agosto, partecipò dal mese successivo a esercitazioni della Flotta. Il 4 ottobre entrò in cantiere ad Alessandria d'Egitto per lavori, tornando in servizio nel gennaio 1936. Nel marzo seguente, in seguito al miglioramento della situazione internazionale, la Flottiglia venne richiamata in patria, tornando in servizio con la Home Fleet. In agosto venne scelta per partecipare ai pattugliamenti internazionali nelle acque iberiche durante la guerra civile spagnola con il compito di evitare il contrabbando di armi e proteggere le navi mercantili battenti bandiera britannica.
Nel mese di novembre venne deciso di sottoporre l'unità a lavori di modernizzazione, iniziati il 17 novembre a Portsmouth. Il 19 gennaio 1937, terminate le prove in mare, la Exmouth tornò in servizio, venendo nuovamente inviata nelle acque spagnole. In aprile venne quindi richiamata in patria per partecipare il 20 maggio alla rivista della Flotta seguita all'incoronazione di Giorgio VI. Tra l'ottobre seguente e il gennaio 1938 servì con compiti di pattuglia nelle acque del Mediterraneo occidentale, tornando poi in patria e venendo messa insieme al resto della flotta in stato di guerra durante il delicato momento di crisi internazionale seguito dagli accordi di Monaco. Il 21 novembre entrò quindi nuovamente in cantiere a Portsmouth rientrando in servizio il 16 gennaio 1939 venendo trasferita nel Mediterraneo e partecipando alle esercitazioni congiunte della Home Fleet e della Mediterranean Fleet. Il 28 aprile, tornata in patria, venne ridotta a nave addestramento, tornando però in servizio attivo dal 2 agosto come parte della Flotta di riserva basata a Portsmouth.
Dallo scoppio della seconda guerra mondiale, il 3 settembre, venne impiegata con compiti di pattuglia e scorta alle unità maggiori della Flotta, partecipando insieme all'incrociatore da battaglia Hood alla caccia alle unità tedesche Scharnhorst e Gneisenau, venendo quindi trasferita in dicembre nella zona dei Western Approaches, per scortare i convogli mercantili diretti nel Regno Unito. Il 21 gennaio 1940, mentre scortava il mercantile Cyprian Prince, venne colpita da un siluro lanciato dall'U-22, affondando in pochi minuti con la perdita dell'intero equipaggio. In seguito vennero recuperate 18 salme, poi seppellite a Wick.
Il relitto della Exmouth è stato ritrovato nel Moray Firth da una spedizione indipendente nel luglio 2001 i cui risultati sono stati confermati da Historic Scotland.